# Hahncappsia cayugalis
Hahncappsia cayugalis là một loài bướm đêm trong họ Crambidae.